# Dadagunach
Dadagunach est un village de la région de Şamaxı en Azerbaïdjan.

## Géographie
Le village de Dadagunach de la région de Şamaxı est situé dans la circonscription administrative du village de Dadagunach.

## Économie
La principale occupation de la population du village est l'agriculture et l'élevage.

## Population
Selon les statistiques de 2009, la population du village est de 198 personnes.

## Culture
Il y a une école, une bibliothèque, un club, un cinéma, un centre médical et le tombeau de Dadagunach dans le village.